# Psychotria refracta
Psychotria refracta är en måreväxtart som beskrevs av Johannes Müller Argoviensis. Psychotria refracta ingår i släktet Psychotria och familjen måreväxter. Inga underarter finns listade i Catalogue of Life.